# SH009
SH009（えすえいちぜろぜろきゅう）は、シャープが日本国内向けに開発した、auブランドを展開するKDDIおよび沖縄セルラー電話のCDMA 1X WIN対応携帯電話である。

## 特徴
SH005の後継にあたる7色展開の端末。SH005と同様に、IPX5/7相当の防水機能に対応している。卓上ホルダ（別売）が設定されているなど、SH005から若干の仕様の変化がある。
またSH008以前のシャープの機種は文字入力に同社のワープロのシリーズ『書院』に由来する「ケータイShoin」（基幹エンジンは富士ソフトのFSKAREN）が採用されていたが、本機種よりiWnnに変更された。メール機能も強化されており、「スマート絵文字」や「スマートデコレーション」、言葉の変換候補に絵文字やデコレーション絵文字も表示される「絵文字読み変換機能」などを搭載している。撮影した画像をスムーズにブログにアップすることができる「簡単ブログアップ」にも対応している。

## 主なサービス
- FMトランスミッター
- AQUOS Blu-rayレコーダー連携機能

| 主な対応サービス                                                                      | 主な対応サービス                              | 主な対応サービス                                                                 | 主な対応サービス                     |
| ------------------------------------------------------------------------------------- | --------------------------------------------- | -------------------------------------------------------------------------------- | ------------------------------------ |
| LISMO! (着うたフル/着うたフルプラス) (LISMOビデオクリップ) (LISMO Video) (LISMO Book) | EZケータイアレンジ ティーンズモード           | バーコードリーダー&メーカー                                                      | PCサイトビューアー                   |
| au BOX                                                                                | ワイヤレスミュージック (カーナビ×LISMO! 対応) | au Smart Sports Run & Walk Karada Manager ゴルフ フイットネス カロリーカウンター | EZナビウォーク                       |
| EZ助手席ナビ                                                                          | 安心ナビ                                      | 災害時ナビ                                                                       | ナカチェン                           |
| EZアプリ FullGame! Bluetooth対戦                                                      | EZアプリ(BREW)                                | オープンアプリプレイヤー                                                         | PCドキュメントビューアー             |
| アレンジメニュー                                                                      | クイックアクセスメニュー                      | じぶん銀行アプリ                                                                 | EZ・FM                               |
| EZチャンネル EZチャンネルプラス EZニュースフラッシュ EZニュースEX                     | Bluetooth                                     | Touch Message                                                                    | EZFeliCa                             |
| ケータイ de PCメール                                                                  | デコレーションメール                          | デコレーションアニメ                                                             | au one メール                        |
| 緊急通報位置通知 緊急地震速報                                                         | ワンセグ                                      | グローバルパスポート (CDMA/GSM)                                                  | 赤外線通信 (IrSimple) auフェムトセル |